# Holly Marie Combs
Holly Marie Combs (født 3. december 1973 i San Diego, Californien, USA) er en amerikansk skuespillerinde. Hun er bedst kendt for sine roller som Kimberly Brock, i tv-serien Under overfladen, og som  Piper Halliwell, en af de 3 hekse i serien Heksene fra Warren Manor, som løb fra 1998 til 2006 . Holly var også producer på sidstnævnte serie; hun begyndte som producer den 22. september 2002, hvor hun var med til at producere afsnittet A Witch's Tail: Part 1.
Hun spillede også Arias mor, Ella Montgomery, i serien Pretty Little Liars.

## Biografi
Holly blev født i San Diego, Californien, da hendes mor Lauralei Combs kun var 16 år gammel. Hendes forældre blev skilt blot 2 år efter, da de følte, de var for unge til at få et ægteskab til at fungere. Holly boede herefter mange steder med sin mor, der var skuespillerinde. Da Holly var syv år gammel flyttede familien til New York City, hvor hun blev elev på skolerne Beekman Hill Elementary og The Professional Children's School of Acting. Holly blev hurtigt populær i aviser og blade, og begyndte at elske at være skuespillerinde som sin mor, hvorefter hun valgte at følge i sin mors fodspor.
I 1993 blev Holly gift med Bryan Travis Smith, som hun blev skilt fra i 1997. Senere blev hun forlovet med Storm Lyndon, men de gik fra hinanden i 2000. Siden 2001 har Holly boet sammen med David W. Donoho som hun blev gift med den 14. februar 2004. De havde mødt hinanden på optagelserne af Heksene fra Warren Manor.  Da Holly bliver gravid med sit første barn, er et dårligt timet i forhold til serien. Det er nemlig kun et år efter at hendes karakter, Piper, fik et barn. I starten kunne seriens producere  skjule Hollys graviditet, men til slut  blev de nødt til at give Piper et barn mere. Hollys søn, Finley Arthur Donoho, blev født den 26. april 2004 blot en uge efter sidste afsnit af sæson 6 gik i luften i USA.  I sidste afsnit af Heksene fra Warren Manor, der havde premiere i maj 2006, kunne man se lidt mere mave på Holly og en helt speciel glød, fordi hun var blevet gravid igen. Den 26. oktober 2006 ankom Hollys anden søn, Riley Edward Donoho. Hendes 3. og hidtil sidste barn er sønnen Kelley James Donoho, der kom til verden ved akut kejsersnit den 26. maj 2009.
I 2010 påbegyndte Holly rollen som Ella Montgomery, mor til en af hovedpersonerne i den succesrige serie Pretty Little Liars som tog USA med storm. Serien er lavet over bøgerne af serien af samme navn, skrevet af Sara Shepard.
I november 2011 søgte hun om skilsmisse fra sin mand, David Donoho, efter 7 års ægteskab og tre børn. I september 2017 annoncerede hun sin forlovelse med sin kæreste Mike 

## Filmbiografi
| År   | Film                | Rolle             | Andre noter |
| ---- | ------------------- | ----------------- | ----------- |
| 2001 | Ocean's Eleven      | Holly             |             |
| 1995 | A Reason to Believe | Sharon            |             |
| 1992 | Chain of Desire     | Diana             |             |
| 1992 | Dr. Giggles         | Jennifer Campbell |             |
| 1992 | Simple Men          | Kim               |             |
| 1989 | Født den 4. juli    | Jenny             |             |
| 1989 | New York Stories    | Kostumefests gæst |             |
| 1988 | Sweet Hearts Dance  | Debs Boon         |             |
| 1985 | Wall of Glass       | Flanagan          |             |

### TV-serier
| År        | TV-show                  | Rolle           | Andre noter                           |
| --------- | ------------------------ | --------------- | ------------------------------------- |
| 2010-2014 | Pretty Little Liars      | Ella Montgomery | Mor til en af hovedpersonerne         |
| 1998-2006 | Heksene fra Warren Manor | Piper Halliwell | 2002-2006: producer                   |
| 1997      | Relativity               | Anne Pryce      | Gæstemedvirkende: Sæson 1, Episode 14 |
| 1992-1996 | Under Overfladen         | Kimberly Brock  |                                       |

### TV-film
| År   | Film                                           | Rolle           | Andre noter |
| ---- | ---------------------------------------------- | --------------- | ----------- |
| 2007 | Panic Button                                   | Kathy Alden     |             |
| 2003 | See Jane Date                                  | Natasha Nutley  |             |
| 1997 | Love's Deadly Triangle: The Texas Cadet Murder | Diane Zamora    |             |
| 1997 | Our Mothers murder                             | Alex Morrell    |             |
| 1996 | Sins of Silence                                | Sophie DiMatteo |             |
| 1994 | A Perfect Stranger                             | Amanda Hale     |             |

## Priser
| År   | Pris               | Kategori                                                           | Resultat  | For                            | Delt med                    |
| ---- | ------------------ | ------------------------------------------------------------------ | --------- | ------------------------------ | --------------------------- |
| 1993 | Young Artist Award | Best Young Actress in a New Television Series                      | Vundet    | Under Overfladen (1992)        |                             |
| 1994 | Young Artist Award | Outstanding Youth Ensemble in a Television Series                  | Nomineret | Under Overfladen (1992)        | Justin Shenkarow Adam Wylie |
| 1995 | Young Artist Award | Best Performance by a Youth Actress in a TV Mini-Series or Special | Nomineret | A Perfect Stranger (1994) (TV) |                             |

## Trivia
- Da Holly var ved at lære at gå, slog hun sit hoved ind i et bord, og fik et ar over sit højre øje.